# Большая неделя авиации в Шампани

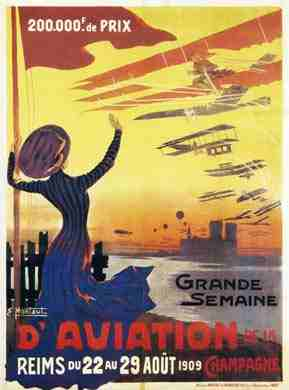
Рекламный плакат Большой недели авиации

Большая неделя авиации в Шампани (фр. Grande Semaine d'Aviation de la Champagne) была 8-дневной авиационной встречей, проведённой под Реймсом во Франции в 1909 году; называлась так потому, что её спонсировали крупные местные производители шампанского. Отмечается как первое международное публичное лётное мероприятие, подтверждающее возможность полёта на аппаратах тяжелее воздуха.
Ознаменовалась первым конкурсом на престижный приз «Кубок Гордона Беннетта», спонсором которого стал Гордон Беннетт, издатель «New York Herald», а победителем — американец Гленн Кёртисс в соревновании с Луи Блерио. На мероприятии был установлен мировой рекорд по дистанции, полёт на 180 км (110 миль) Анри Фармана, а также дебют ротативного двигателя Гном Омега, установленного на его самолёте Фарман III, который благодаря этому сразу получил признание.

## Большая неделя в Шампани

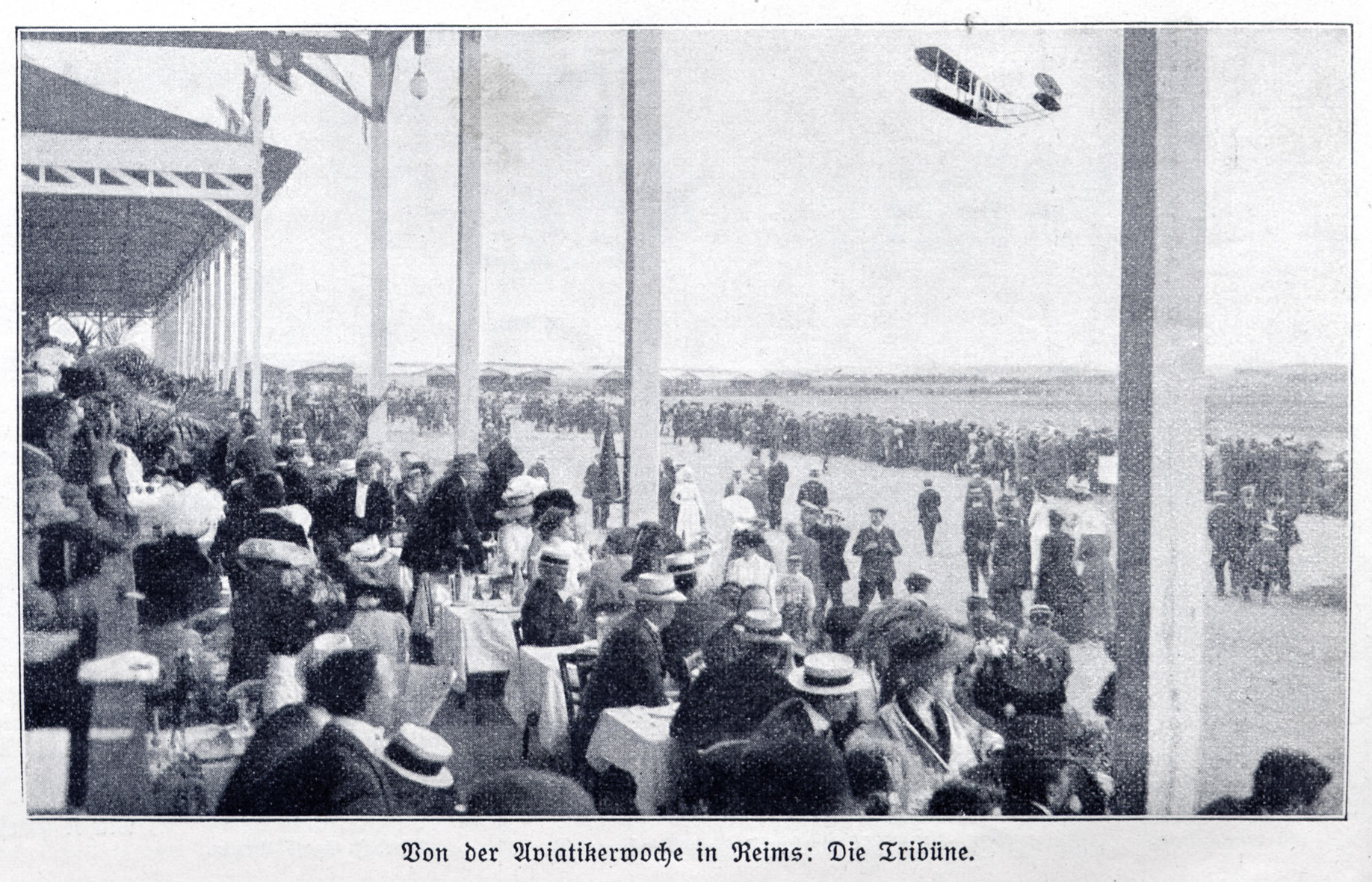
Французский Райт модель А пролетает перед заполненной трибуной на Большой неделе Авиации

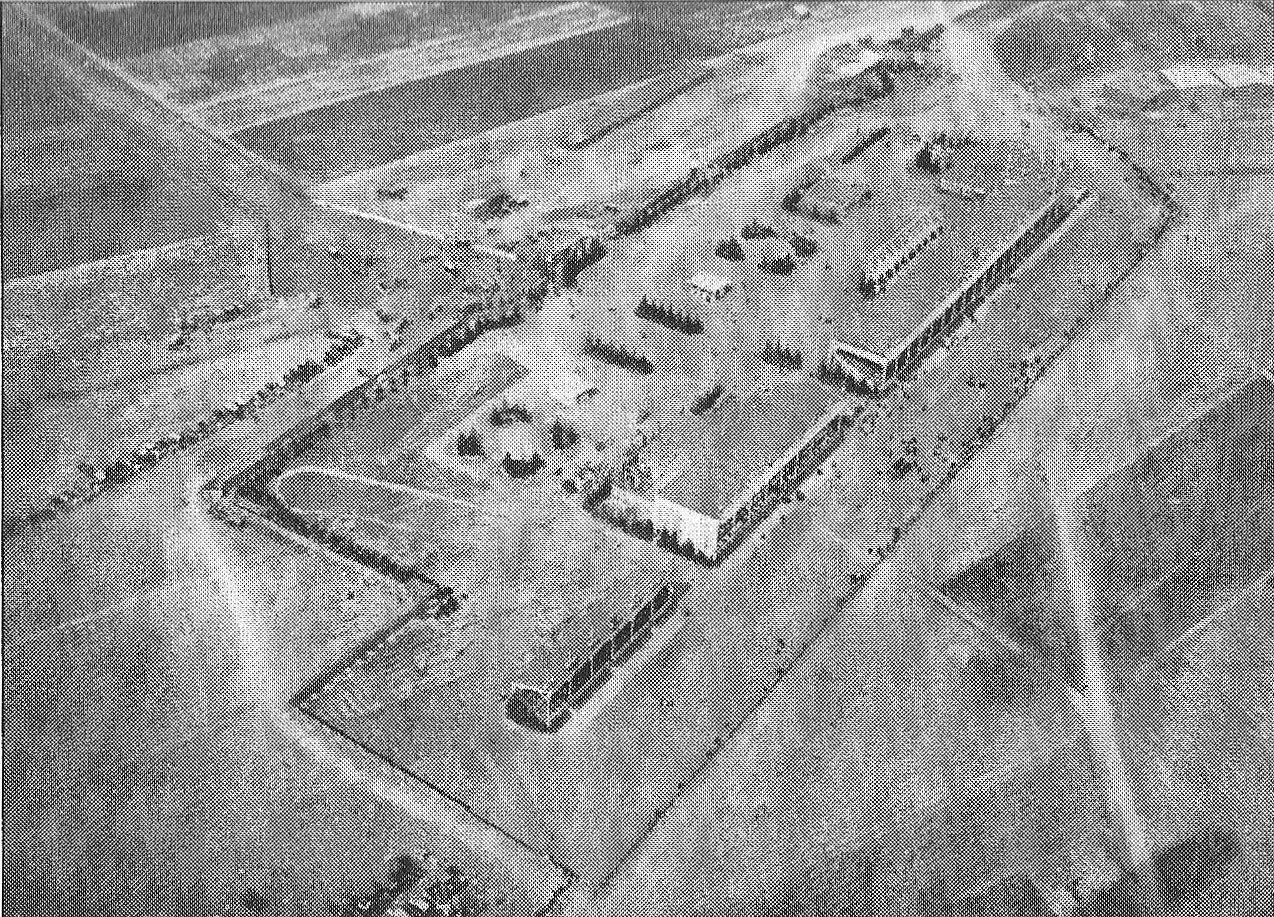
Вид трибун с неба

Спонсорами Большой недели авиации, состоявшейся в период с 22 августа по 29 августа 1909 года, были многие ведущие производители шампанского, включая Moët et Chandon и Mumm. Мероприятие было организовано комитетом, возглавляемым маркизом де Полиньяком. Это было первое международное публичное лётное событие, которое рассматривалось как в то время, так и более поздними историками как знаменующее наступление эры тяжёлой воздушной авиации. В нём приняли участие почти все выдающиеся авиаторы того времени, а среди 500 000 посетителей были Арман Фальер, президент Французской Республики и британский канцлер казначейства Дэвид Ллойд Джордж. Неделя проводилась на равнине в Бетени, примерно в 5 км (3 мили) к северу от Реймса, которая впоследствии стала авиабазой Реймс — Шампань. Для этого мероприятия была построена большая трибуна, а также ряд навесов для размещения самолётов. Рядом с трибуной был «Популярный корпус», в комплекте с огромным табло. Удобства для зрителей включали в себя ресторан, который мог вместить 600 человек, участок специально уложенного газона с эстрадами и клумбами, а также почтовое отделение, из которого ежедневно отправлялось 50 000 открыток (почти миллион слов был использован журналистами). Зона для зрителей находилась всего в нескольких сотнях метров от железнодорожной линии Лаон-Реймс, и была создана временная станция.
Прямоугольная трасса для соревнований длиной 10 км (6,2 мили), обозначенная четырьмя пилонами, была установлена для различных соревнований, с полосой, предназначенной для взлёта и приземления перед трибунами; напротив неё находилась будка хронометриста, снабженная сигнализацией, система показывала зрителям, какое соревнование происходит в данный момент. Условия полётов были примитивными: область, над которой должна была проходить большая часть полётов, была сельскохозяйственной землёй: некоторые посевные площади не были убраны, а там, где это было сделано, были стога сена.

### Мероприятия
- Воскресенье, 22 августа. Соревнование по выбору французской команды для Кубка Гордона Беннетта; Приз за скорость, (день 1); Приз Тур де Пист, (день 1); Приз Аэронавтов, (день 1).
- Понедельник, 23 августа — Гран-при Шампани (день 1); Приз Тур де Пист (день 2); Приз Аэронавтов (день 2).
- Вторник, 24 августа — Гран-при за скорость (день 2) ; Приз Тур де Пист, (день 3); Приз Аэронавтов (день 3).
- Среда, 25 августа — Гран-при Шампани (день 2); Приз Тур де Пист, (день 4); Приз Аэронавтов (день 4).
- Четверг, 26 августа — Гран-при Шампани (день 3) ; Приз Тур де Пист, (день 5); Приз Аэронавтов (день 5); Конкурс на приземление для воздушных шаров.
- Пятница, 27 августа — Гран-при Шампани (день 4); Приз Тур де Пист (день 6); Приз Аэронавтов (день 6).
- Суббота, 28 августа — Международный Кубок по авиации Гордона Беннетта; Приз пассажиров (день 1); Приз Тур де Пист (день 7); Приз Аэронавтов (день 7).
- Воскресенье, 29 августа — Приз за скорость (день 3); Приз пассажиров (день 2); Приз за высоту; Приз Тур де Пист (день 8); Приз Аэронавтов (день 8).

#### Кубок Гордона Беннетта

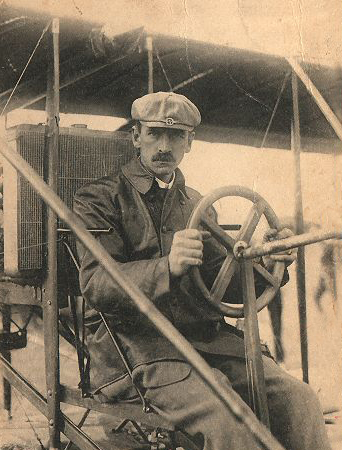
Сувенирная открытка с изображением Гленна Кёртисса, управляющего своим самолётом

Это было самое престижное событие встречи, ставшее соревнованием между национальными командами, спонсируемым Гордоном Беннеттом, издателем New York Herald, и проводившееся впервые. Кубок состоял из временного испытания на двух кругах трассы 10 км (6 миль), а не прямой гонки, и каждой стране было разрешено выставить по три участника. Квалификационные испытания для французской команды в воскресенье утром были затруднены погодными условиями, при этом самый успешный конкурент, Эжен Лефевр, управлял бипланом Райт, едва не пройдя два круга курса: единственный другой пилот, который сделал убедительный полёт, был Луи Блерио, а третье место позже было отдано Хьюберту Лэтэму, управляющему монопланом Антуанетта, из-за его участия в испытаниях на Приз-де-ла-Витесс, состоявшихся позднее в тот же день, во время которого «был засвидетельствован замечательный и беспрецедентный спектакль из семи машин в воздухе одновременно».
Другие страны были представлены американским лётчиком Гленном Кёртиссом и Джорджем Кокберном, управлявшим французским бипланом Farman III, представляющим Великобританию: заявленные итальянские и австрийские пилоты не приняли участия.